# Hällesåker
Hällesåker är en tätort i Mölndals kommun i Västra Götalands län. Hällesåker ligger i Lindome socken i Halland.

## Befolkningsutveckling
Enligt Översiktsplan 2006 bodde det i Hällesåker 1166 personer 31 december 2003. I Hällesåkers tätort bodde det ca 900 personer. Kommundelen har länge haft cirka 1 150 invånare. Enligt befolkningsprognosen kring år 2005 förväntades endast en marginell ökning fram till 2012. I valet september 2018 fanns 1413 röstberättigade, en ökning med 39 personer sedan september 2014.
| Befolkningsutvecklingen i Hällesåker 1990–2020                        | Befolkningsutvecklingen i Hällesåker 1990–2020 | Befolkningsutvecklingen i Hällesåker 1990–2020 | Befolkningsutvecklingen i Hällesåker 1990–2020 | Befolkningsutvecklingen i Hällesåker 1990–2020 |
| --------------------------------------------------------------------- | ---------------------------------------------- | ---------------------------------------------- | ---------------------------------------------- | ---------------------------------------------- |
|                                                                       |                                                |                                                |                                                |                                                |
| År                                                                    |                                                |                                                | Folkmängd                                      | Areal (ha)                                     |
| 1990                                                                  | 1990                                           |                                                | 248                                            | 51                                             |
| 1995                                                                  | 1995                                           |                                                | 321                                            | 64                                             |
| 2000                                                                  | 2000                                           |                                                | 337                                            | 64                                             |
| 2005                                                                  | 2005                                           |                                                | 371                                            | 65                                             |
| 2010                                                                  | 2010                                           |                                                | 357                                            | 64                                             |
| 2015                                                                  | 2015                                           |                                                | 682                                            | 235                                            |
| 2020                                                                  | 2020                                           |                                                | 727                                            | 231                                            |
| Anm.: Ny tätort 1990. Sammanvuxen 2015 med Ranered och Roggelid östra |                                                |                                                |                                                |                                                |

## Börjesgården
Börjesgården är Hällesåkers hembygdsgård. Den ursprungliga Börjesgården, Börge Swensgård, låg längre öster ut. Gården bestod under 1700-talet av flera hushåll, men vid laga skiftet år 1853 flyttades bostadshusen ut till nya lägen. Gården fick sitt nuvarande utseende i början av 1900-talet och blev hembygdsgård år 1976.

## Hällesåkersskolan
Hällesåkersskolan är en F–3-skola består av fyra byggnader och ligger vid den gamla bygatan. Hällesåkers folkskola började byggas år 1869 och stod färdig år 1872. Den inrymde skolsal, förstuga, två rum och kök. I september 2013 byggdes skolan ut för att rymma upp till 80 elever.

## Evenemang
Vid Börjesgården anordnas i juli varje år  en spelmansstämma och hembygdsdag i samarrangemang med Hällesåkers Spelmanslag. Hällesåkers spelmanslag bildades den 20 maj 1951 och var det första spelmanslag som bildades i Halland.
Varje år i juli hålls ett mopedrace i Hällesåker. Detta är den största folkfesten under hela året och varje år kommer ett välkänt band dit och spelar. År 2005 spelade Snowstorm, år 2006 var det Black Ingvars och år 2007 spelade Mustasch. 2008 spelade The Poodles.

## Galleri

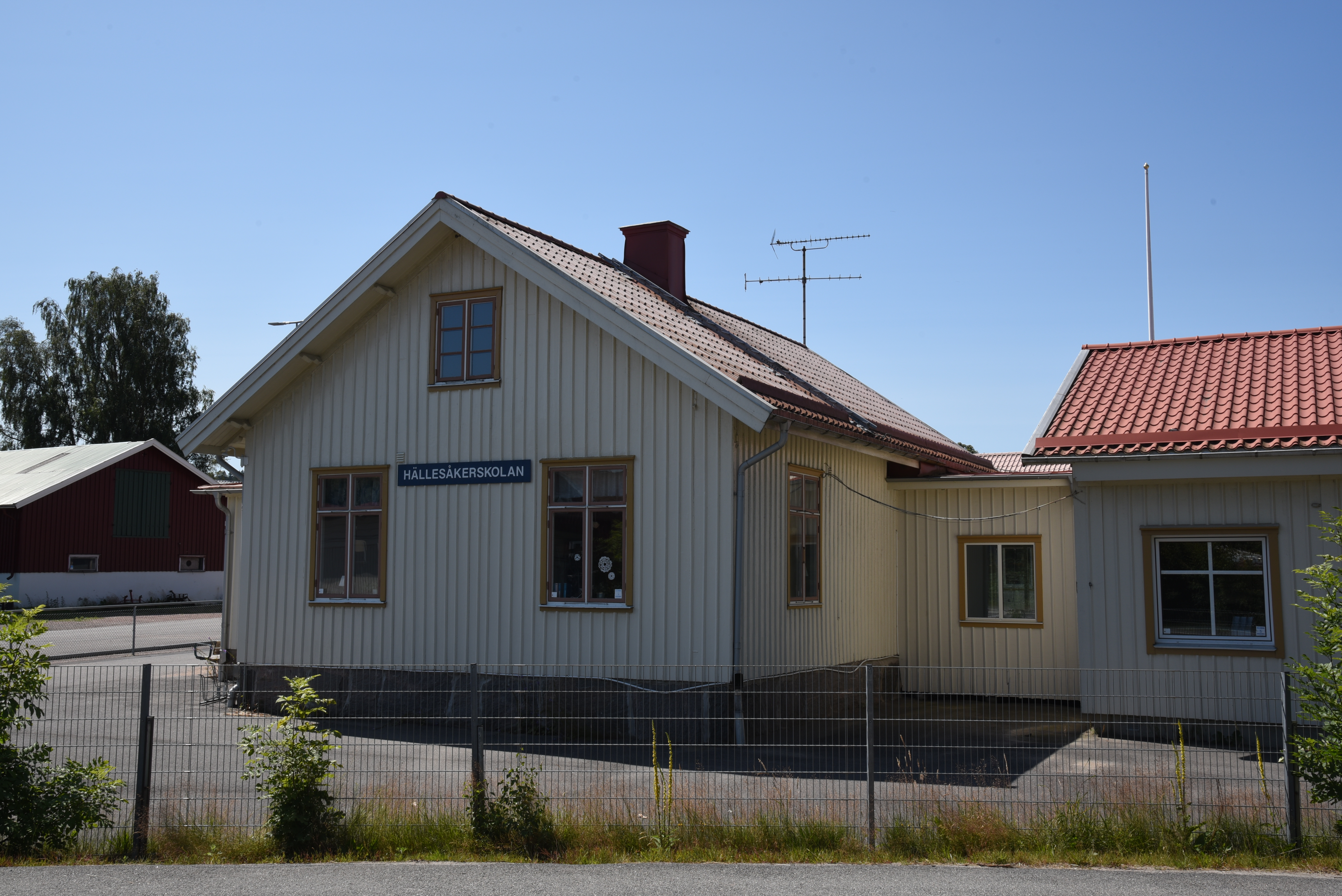
Hällesåkersskolan
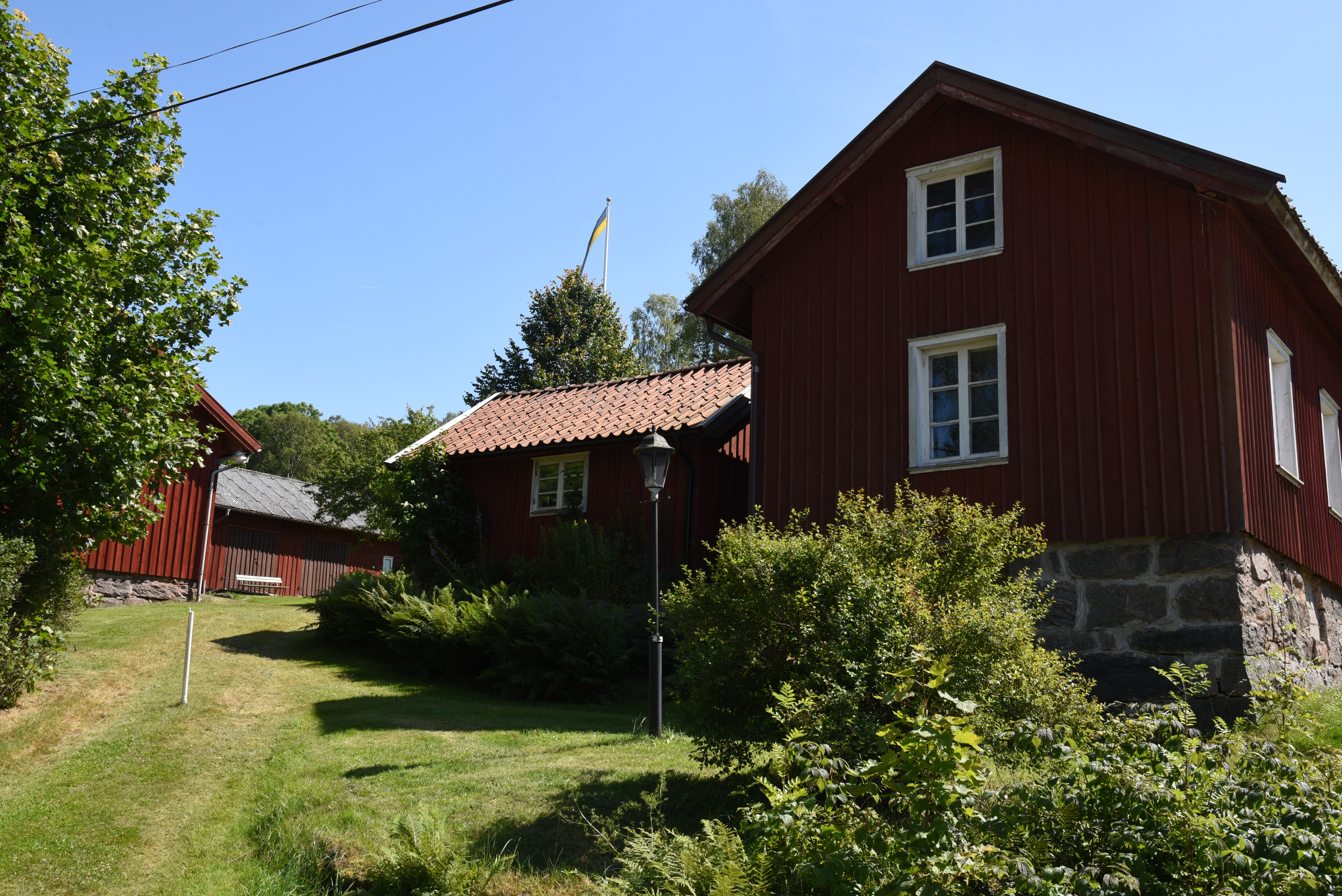
Börjesgården.
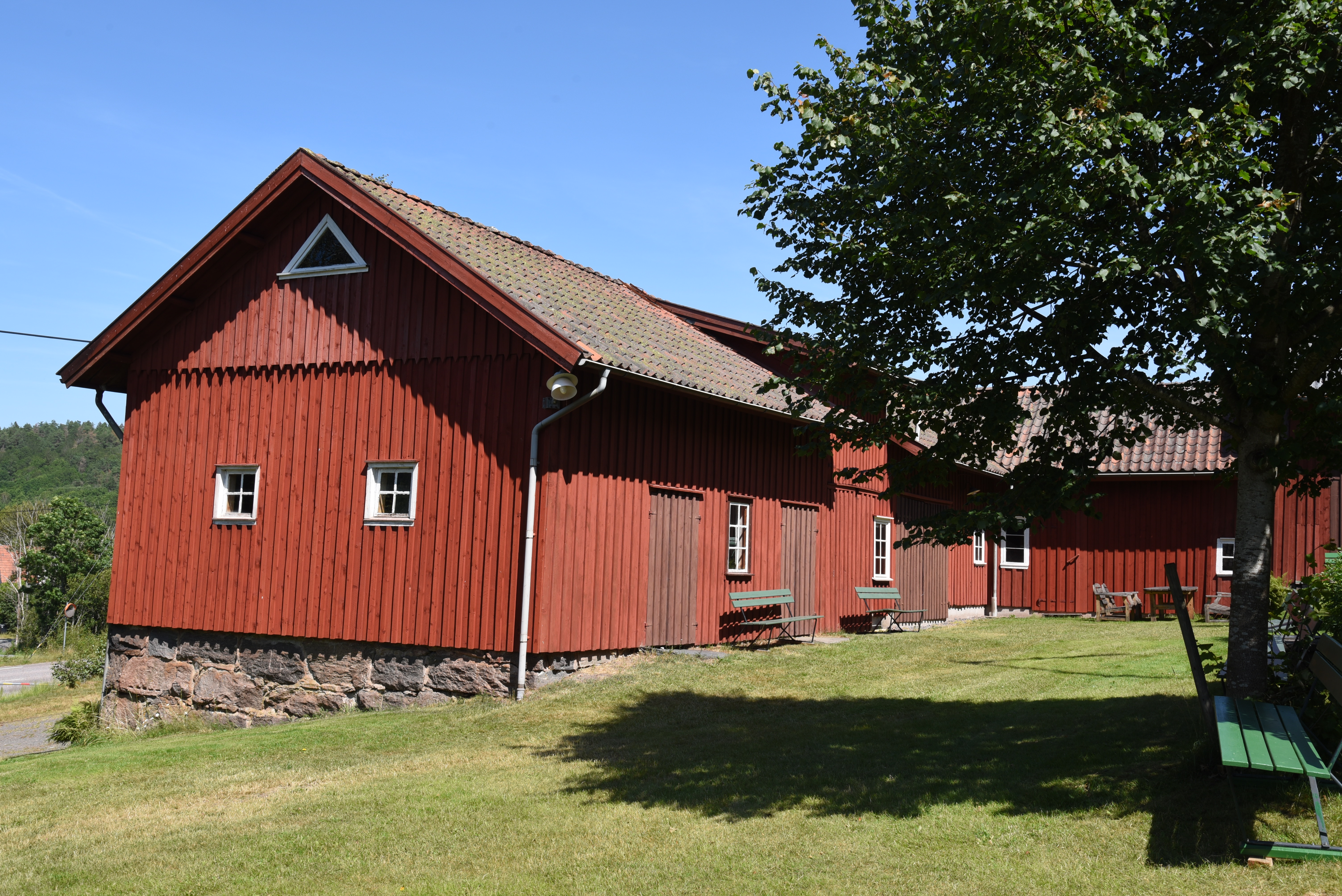
Ladugården vid Börjesgården.
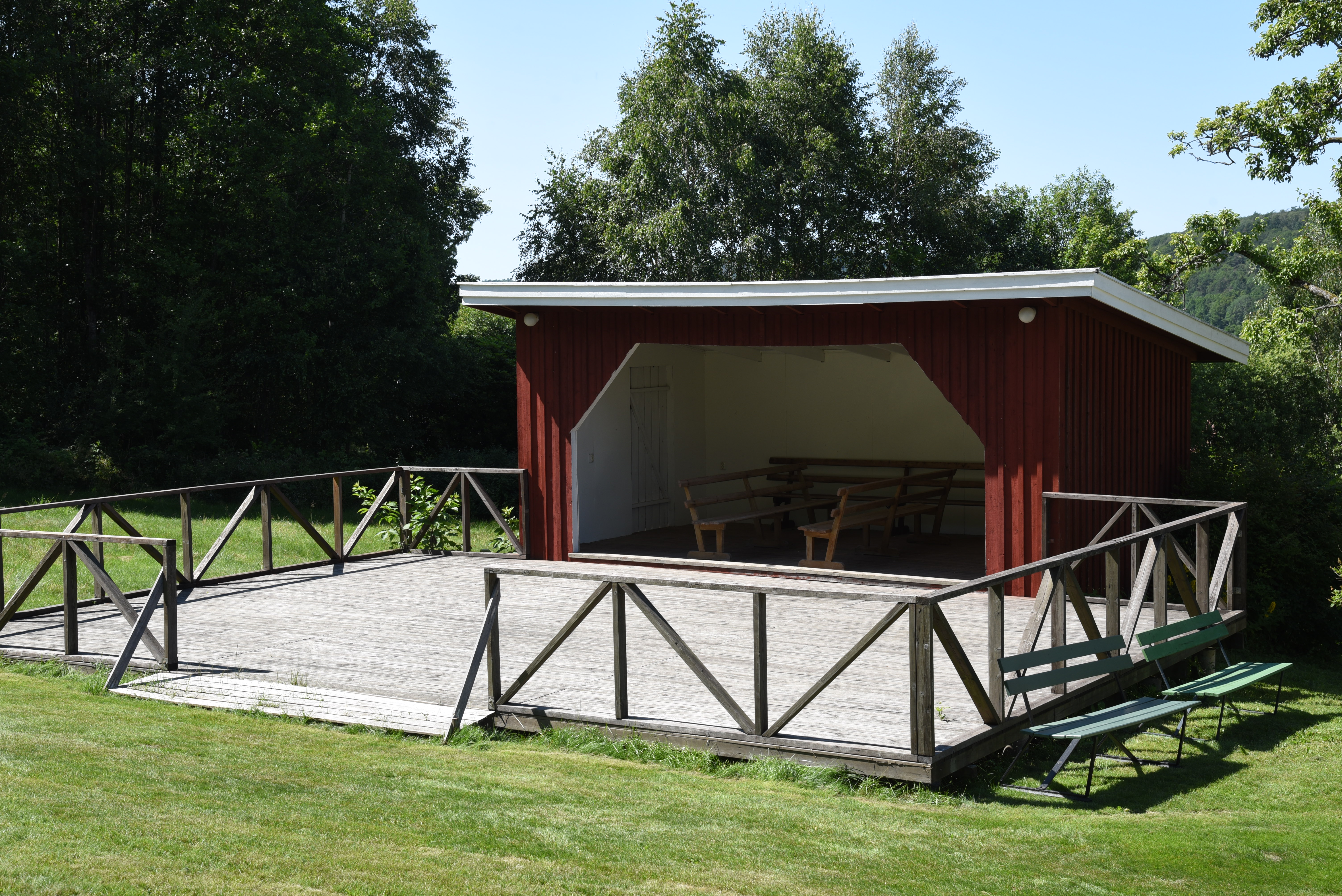
Dansbanan vid Börjesgården.